# Entecavir
Entecavir ist ein chemisches Analogon des Nukleosids Guanosin. Es ist ein Virustatikum aus der Gruppe der nukleosidischem Reverse-Transkriptase-Inhibitoren (NRTI) und wird als Arzneistoff (Handelsname Baraclude, Bristol-Myers Squibb) zur Behandlung von Hepatitis B eingesetzt.

## Pharmakologie
Das Nukleosid Entecavir wird in der Zelle zu einem Nukleotid phosphoryliert. In Konkurrenz mit dem natürlichen Nukleotid Desoxyguanosintriphosphat (dGTP) wird Entecavir-triphosphat in die DNA eingebaut. Das führt zur Hemmung der viralen reversen Transkriptase:
- die Primer-Bildung durch die HBV-Polymerase,
- die Reverse Transkription des negativen DNA-Strangs aus der prägenomischen mRNA,
- die Synthese des positiven Strangs der HBV-DNA.

Die Verbindung hemmt demnach alle drei Schritte der Virusreplikation.

## Handelsnamen
Entecavir ist in Deutschland, Österreich und der Schweiz unter dem Namen Baraclude, aber auch als Generikum im Handel erhältlich.